# Literatura barroca
La literatura barroca és un estil literari europeu que es va desenvolupar durant el segle xvii. Es caracteritza pel triomf de l'ornamentació, els jocs de paraules, la recerca de l'emoció i el plaer estètic i un auge en la creativitat dels països europeus. A diferència del Renaixement, el Barroc es caracteritza per la idea del desengany i pel pessimisme. Les temàtiques freqüents en aquesta literatura són la vida com a lluita, somni o mentida i la fugacitat dels fets humans, plasmades en un estil sumptuós i recarregat. La literatura barroca fa ús desmesurat de l'adjectivació, l'hipèrbaton, l'el·lipsi, la metàfora, la perífrasi, l'antítesi i les al·lusions mitològiques. Li segueix la literatura del segle XVIII.

## Introducció
La literatura barroca va tenir diferents maneres de manifestar-se, l'Eufuisme dels poetes anglesos, el Preciosisme a França, el Marinisme a Itàlia, la Primera i Segona escola de Silèsia a Alemanya i el Conceptisme i Culteranisme a Espanya. Entre els escriptors barrocs estan, en espanyol Luis de Góngora, Francisco de Quevedo, Sor Juana, Bernardo de Balbuena; en català Francesc Fontanella, Francesc Vicenç Garcia, Josep Romaguera; en portuguès António Vieira, Gregório de Matos, Francisco Rodrigues Lobo; en anglès els poetes metafísics: John Donne, George Herbert, Andrew Marvell, Henry Vaughan i en alemany Andreas Gryphius i Angelus Silesius.
El barroc coincideix amb el segle d'or espanyol. Dominen els temes amorosos, de l'honor, els religiosos (amb la Contrareforma en marxa) i la sàtira. En poesia la polèmica entre conceptisme i culteranisme alterna amb el descobriment de noves formes estròfiques i la continuació del sonet renaixentista. La novel·la viu una època de màxima esplendor, amb les obres de Cervantes i gran quantitat de subgèneres (on destaca la novel·la picaresca). Al teatre predominen les comèdies i els "autos sacramentales" o dramatitzacions de passatges bíblics. Pedro Calderón de la Barca barreja les normes de la comèdia amb els temes greus i fa evolucionar la tragèdia hispànica.
El barroc anglès s'anomena període jacobí. Hi regna William Shakespeare, amb la seva revolució teatral. La poesia s'endinsa amb la metafísica, amb autors com John Donne, que reflecteix el clima de debat religiós i polític que es vivia a les illes britàniques. La novel·la segueix les petjades humorístiques continentals, amb Tristram Shandy com a major exponent. El barroc francès només fou un curt període de transició, representat en la producció de Du Bartas, Agrippa d'Aubigné i les primeres obres de Corneille. El gust clàssic del renaixement continua imperant a l'època, reforçat per la Il·lustració que seguirà. Els temes, com el somni o la inconstància de la vida, sí que són propis del pessimisme barroc. La literatura Alemanya barroca trobà la seva millor expressió en l'obra d'Andreas Gryphius, considerat el creador del teatre alemany. En novel·la, destaca Hans Jakob Christoffel von Grimmelshausen, amb una obra picaresca i satírica. A Itàlia el corrent més destacat de l'època és el marinisme, corrent poètic marcat per l'exageració i l'ús constant de l'antítesi. Els autors més destacats són Giovan Battista Marino (que dona nom al moviment), Claudio Achillini, Pietro Francesco Orsini i Ludovico Aprosio (aquest darrer en el vessant teòric).

## El barroc català
La literatura catalana barroca es contagia plenament de la crisi cultural del país. La influència dels temes castellans comportà també una considerable influència en el vocabulari i la sintaxi. Cal destacar el poeta i comediògraf Francesc Vicenç Garcia, d'obra molt desigual, Francesc Fontanella, per la qualitat dels seus poemes i l'interès de les seves dues peces teatrals, i Josep Romaguera, autor de l'únic llibre d'emblemes en català, l'Atheneo de grandesa.

La comèdia burlesca barroca en llengua catalana contenia una sèrie d'elements singulars i característics que l'evidenciaven com un subgènere teatral diferent del que fins ara s'havia classificat com a comedia de enredo. La comèdia burlesca és la paròdia de les comèdies barroques castellanes, és a dir, una burla del tòpics, personatges i dels recursos de la "comedia nueva" que va promoure Lope de Vega en el seu tractat,Arte nuevo de hacer comedias en este tiempo(1609). La deformació de tots aquests elements tan característics de l'escena espanyola, dels tòpics i dels recursos escènics eren entesos pel públic de l'època com una manera exagerada i incoherent de trencar el model imposat pel teatre castellà. Els personatges nobles són ridiculitzats, actuen d'una manera inesperada pel públic, utilitzen un llenguatge groller, jocs de paraules que creen situacions ridícules, no falten les descripcions escatològiques i grotesques ni els dobles sentits obscens.
Algunes obres destacables:
- La gala està en son punt (1625), d'autor anònim
- La infanta Tellina i el rei Matarot  del frare Francesc Mulet
- Los amors de Melisenda del frare Francesc Mulet

## El barroc espanyol
El barroc coincideix amb el segle d'or espanyol. Dominen els temes amorosos, de l'honor, els religiosos (amb la Contrareforma en marxa) i la sàtira.
En poesia la polèmica entre conceptisme i culteranisme alterna amb el descobriment de noves formes estròfiques i la continuació del sonet renaixentista. La novel·la viu una època de màxima esplendor, amb les obres de Cervantes i gran quantitat de subgèneres (on destaca la novel·la picaresca). Al teatre predominen les comèdies i els "autos sacramentales" o dramatitzacions de passatges bíblics. Pedro Calderón de la Barca barreja les normes de la comèdia amb els temes greus i fa evolucionar la tragèdia hispànica.

## El barroc anglès
El barroc anglès s'anomena període jacobí. Hi regna William Shakespeare, amb la seva revolució teatral. La poesia s'endinsa amb la metafísica, amb autors com John Donne, que reflecteix el clima de debat religiós i polític que es vivia a les illes britàniques. La novel·la segueix les petjades humorístiques continentals, amb Tristram Shandy com a major exponent.

## El barroc francès
El barroc francès només fou un curt període de transició, representat en la producció de Du Bartas, Agrippa d'Aubigné i les primeres obres de Corneille. El gust clàssic del renaixement continua imperant a l'època, reforçat per la Il·lustració que seguirà. Els temes, com el somni o la inconstància de la vida, sí que són propis del pessimisme barroc.

## El barroc alemany
La literatura Alemanya barroca trobà la seva millor expressió en l'obra d'Andreas Gryphius, considerat el creador del teatre alemany. En novel·la, destaca Hans Jakob Christoffel von Grimmelshausen, amb una obra picaresca i satírica.

## El barroc italià
A Itàlia el corrent més destacat de l'època és el marinisme, corrent poètic marcat per l'exageració i l'ús constant de l'antítesi. Els autors més destacats són Giovan Battista Marino (que dona nom al moviment), Claudio Achillini, Pietro Francesco Orsini i Ludovico Aprosio (aquest darrer en el vessant teòric).